# 塔塔伊托亞克 (亞利桑那州)
塔塔伊托亞克（英語：Tatai Toak）是位於美國亞利桑那州皮馬縣的一個非建制地區。該地的面積和人口皆未知。

## 地理
塔塔伊托亞克的座標為32°23′47″N 112°29′48″W / 32.39639°N 112.49667°W，而該地的平均海拔高度為683米（即2241英尺）。